# 弗朗西斯科·佛朗哥
弗朗西斯科·佛朗哥·巴阿蒙德（西班牙語：Francisco Franco Bahamonde，西班牙語：[fɾanˈθisko ˈfɾaŋko βa.aˈmonde]；全名弗朗西斯科·保利诺·埃梅内希尔多·特奥杜洛·佛朗哥·巴阿蒙德（西班牙語：Francisco Paulino Hermenegildo Teódulo Franco Bahamonde，1892年12月4日—1975年11月20日），前西班牙考迪羅（事实上的摄政王和国家元首）、西班牙首相，长枪党领袖。
佛朗哥出生于西班牙的一个军人世家，青少年时代即在军中。1936年軍隊發生反政府叛乱，佛朗哥是主要参与者之一，西班牙内战爆发之後不久成為國民軍大元帥，並於1939年贏得內戰勝利統一全國，成立独裁政权，以法西斯主义统治西班牙直到他在1975年逝世，這段時間被稱為“佛朗哥時期”。不過第二次世界大战期间，佛朗哥使西班牙保持中立，不與意識形態相近的德國與義大利結成軍事同盟（軸心國），但佛朗哥仍於1939年簽訂了德國和日本的反共協定，爭取在同盟國與軸心國之間的游離利益，使內戰後殘破不堪的西班牙免於再度遭到戰火波及。第二次世界大战后，他因此被歐洲各国孤立，但因堅定的反共立場而與美国保持亲密的盟友关系。1947年，佛朗哥自任考迪罗，且一直堅定的實行經濟自由化，使西班牙受益於西歐的復興并成长为工业化的中等发达国家。1975年逝世后胡安·卡洛斯一世登上王位，实行民主改革，西班牙结束独裁统治。
佛朗哥统治期间，以灵活的外交方式，赢得了国家的和平与稳定，并且在二战之后使国家能够迅速发展及經濟繁榮。但是他也以其法西斯式的獨裁统治，严酷打击异己特別是親共产主义或社會主義人士，防止西班牙成为共产主义国家。

## 生平

### 早年
1892年12月4日，佛朗哥生於西班牙加利西亚埃尔费罗尔。佛朗哥家族与西班牙海军关系密切，在两个世纪里连续六代人都成了海军军官，其中几人得到了将军的军衔，包括了佛朗哥的父亲尼古拉斯·佛朗哥·萨尔加多-阿劳霍。
佛朗哥的母亲玛利亚·德尔皮拉尔·巴阿蒙德-帕尔多·德安德拉德（1865年10月15日-1934年2月28日）来自罗马天主教中上层家庭。她的父亲拉迪斯劳·巴阿蒙德·奥特加是埃尔费罗港的海军装备委员。佛朗哥的父母于1890年在埃尔费罗的圣弗朗西斯科教堂结婚，佛朗哥童年的大部分时间都与他的两个兄弟尼古拉斯·佛朗哥和拉蒙·佛朗哥以及他的两个姐妹玛丽亚·德尔皮拉尔、玛丽亚·德拉帕斯在一起。佛朗哥的兄弟尼古拉斯是一名海军军官和外交官，与玛丽亚·伊莎贝尔·帕斯夸·德尔波比尔结婚，拉蒙则是一名国际知名的飞行员和共济会会员，最初有左翼政治倾向，1938年在一次军事任务中死于空难。
佛朗哥的父亲尼古拉斯·佛朗哥·萨尔加多-阿劳霍是一名海军军官，后晋升为海军中将。佛朗哥十四岁时，尼古拉斯·佛朗哥在重新分配后搬到了马德里，最终抛弃了家庭，娶了另一个女人。虽然佛朗哥没有受到父亲的虐待，但他永远无法克服对父亲的反感，并在余生中基本上忽视了父亲。在成为独裁者多年后，佛朗哥化名海梅·德安德拉德，写了一本名为《拉扎》的短篇小说，斯坦利·佩恩认为小说的主人公代表了佛朗哥希望父亲成为的理想化人物。相反，佛朗哥强烈认同他的母亲（当她意识到丈夫抛弃了她时，母亲总是穿着寡妇的黑色衣服），并从她的温和、节俭、自制、家庭团结和对天主教的尊重中学习，尽管佛朗哥也会继承父亲的严厉、冷酷和不可容忍。
佛朗哥本人自1912年参加在摩洛哥的殖民战争起, 一直在军队中任职。1916年，他於一场战斗中负重伤。
1923年，担任西班牙外籍军团指挥官。并於該年结婚。还受到了国王阿方索十三世的接见。随后，他以军功於1926年升任将军，当时爲欧洲将军中最为年少者。民主政府成立后他担任过萨拉戈萨军事学院院长。1932年何塞·桑胡尔霍发动政变，意图推翻西班牙第二共和国，尽管佛朗哥是一个保王党，但他没有支持桑胡尔霍的行动。1934年秋佛朗哥受命镇压阿斯图里亚斯的工人运动。曾被撤职，但又因为右翼政府上台，又很快复任军队职务。

### 内战
1936年，他参与埃米利奥·莫拉发动的反共和政府的武装叛乱，得到德國元首希特勒和意大利首相墨索里尼的支持，在叛軍一號人物桑胡尔霍與二號人物莫拉相繼死於飛機失事後（有陰謀論指出這兩起意外皆為佛朗哥所策劃的暗殺，但都沒有證據可以證明此說），佛朗哥成為了國民軍大元帥。佛朗哥叛军与政府军展开了长达三年的西班牙内战。10月，佛朗哥成为新民族主义政权的国家元首。

西班牙国家元首时期佛朗哥的纹章

1937年4月，佛朗哥掌权。1938年4月19日，他将西班牙国内支持波旁王朝的保王派（支持復辟王國）与信奉法西斯主义的西班牙长枪党联合起来，创立了之后近四十年间唯一的政党“传统主义西班牙国家工团主义进攻委员会方阵”。
1939年，佛朗哥的国民军在西班牙内战中胜利，正式就任国家元首。他在獲得國內右翼及保守勢力的支持下，实行專制统治，镇压反独裁运动、长枪党党外的其他政党和共产主义运动，对外实行亲纳粹德国、意大利王国的政策。虽然他赢得了内战的胜利，但分散于各个山区以及流亡法国的佛朗哥抵抗运动直到1950年代都没有停止。
1940年，他与希特勒在淪陷的法国昂代举行会晤。希特勒希望他治下的西班牙能够加入轴心国使德軍可以進入伊比利亞半島入侵直布羅陀（即菲利克斯行動），但他并不能满足佛朗哥所要求的直布罗陀与法属摩洛哥及西非的控制权，于是双方没有达成任何协议。随后，希特勒操控教会，并且将纳粹神秘化等行为也与佛朗哥虔诚的宗教信仰背道而驰。第二次世界大战期间，他名义上保持中立。但於1940年法国陷落後采取了亲轴心国的立场，佛朗哥在同年和維希法國領導人貝當及意大利首相墨索里尼討論了關於建立拉丁轴心的事宜。他曾考虑出兵直布罗陀和安道爾，但因惧怕中立性不保及英国会乘机向西班牙宣战，以至战火延烧到加那利群岛、西班牙西非及北非殖民地，甚至西班牙本土，他最终放弃了这个想法。但仍出动一支志願軍藍色師團帮助希特勒侵略苏联。眼看戰末形勢不利才倒向同盟國，但沒有向眾軸心國宣戰。第二次世界大战后，因为他强烈的反共产主义的政策，与美国保持亲密的盟友关系。

### 独裁统治

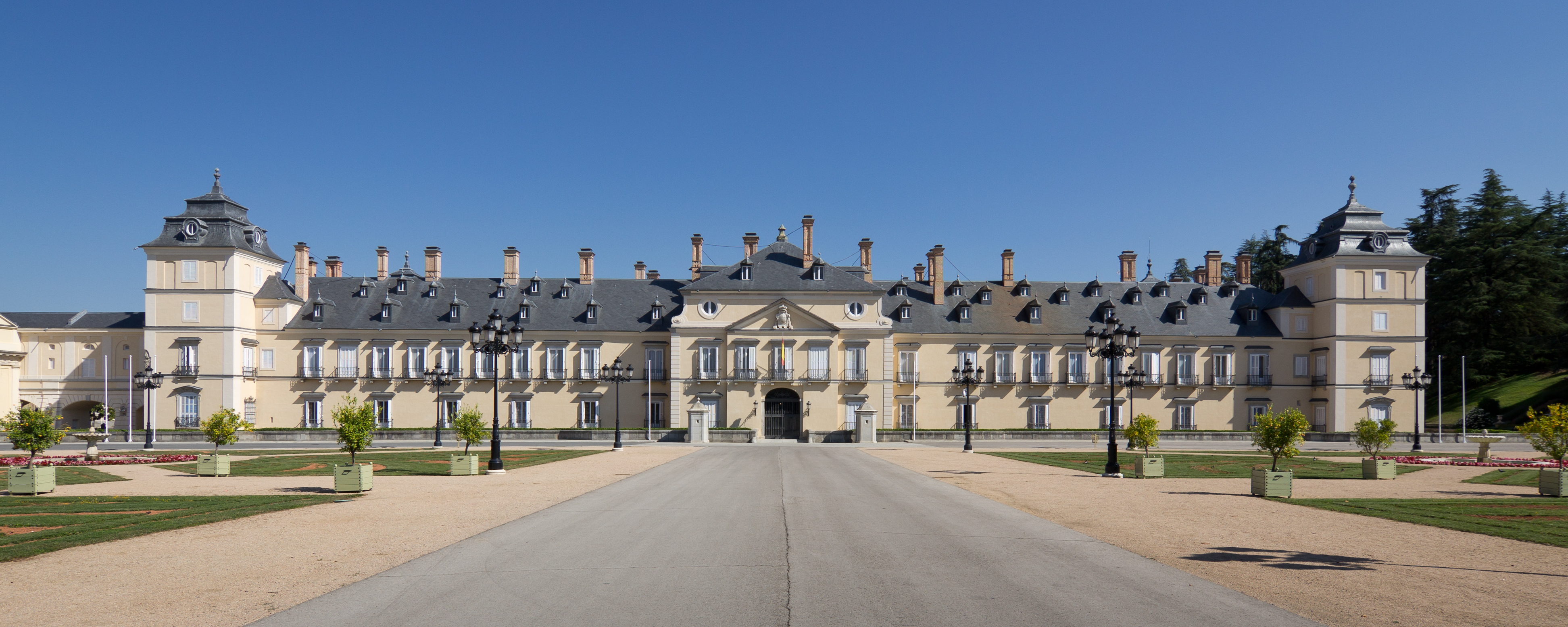
位於馬德里郊區的帕爾多王宮，為佛朗哥統治西班牙期間的官邸

自西班牙内战起，佛朗哥强烈反对社会主义和共产主义。他将内战的责任归于左派第二共和国政府，共和国的支持者被冠以“军事政变”的罪名。佛朗哥的威权政治还导致了诸多影响至今的社会问题。地方主义在他的政权下被视为“不存在”。关于这一方面的研究也受到限制。但事实上西班牙各地的地方主义在高压下反而得到了巩固甚至加强。1940年，海因里希·希姆莱访问西班牙时也表示佛朗哥强力的政治压迫是不必要的。

### 施政方针

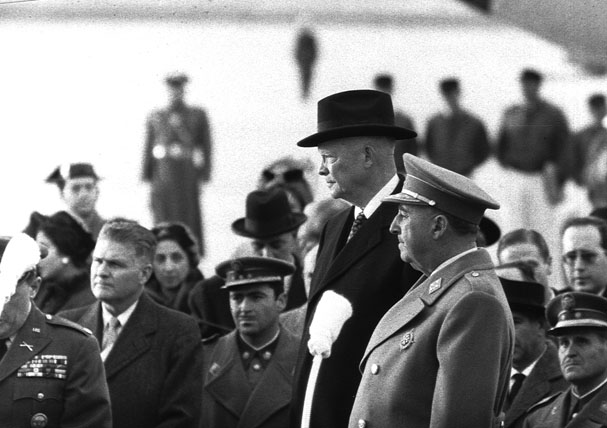
美國總統艾森豪於1959年訪問西班牙時與佛朗哥會晤

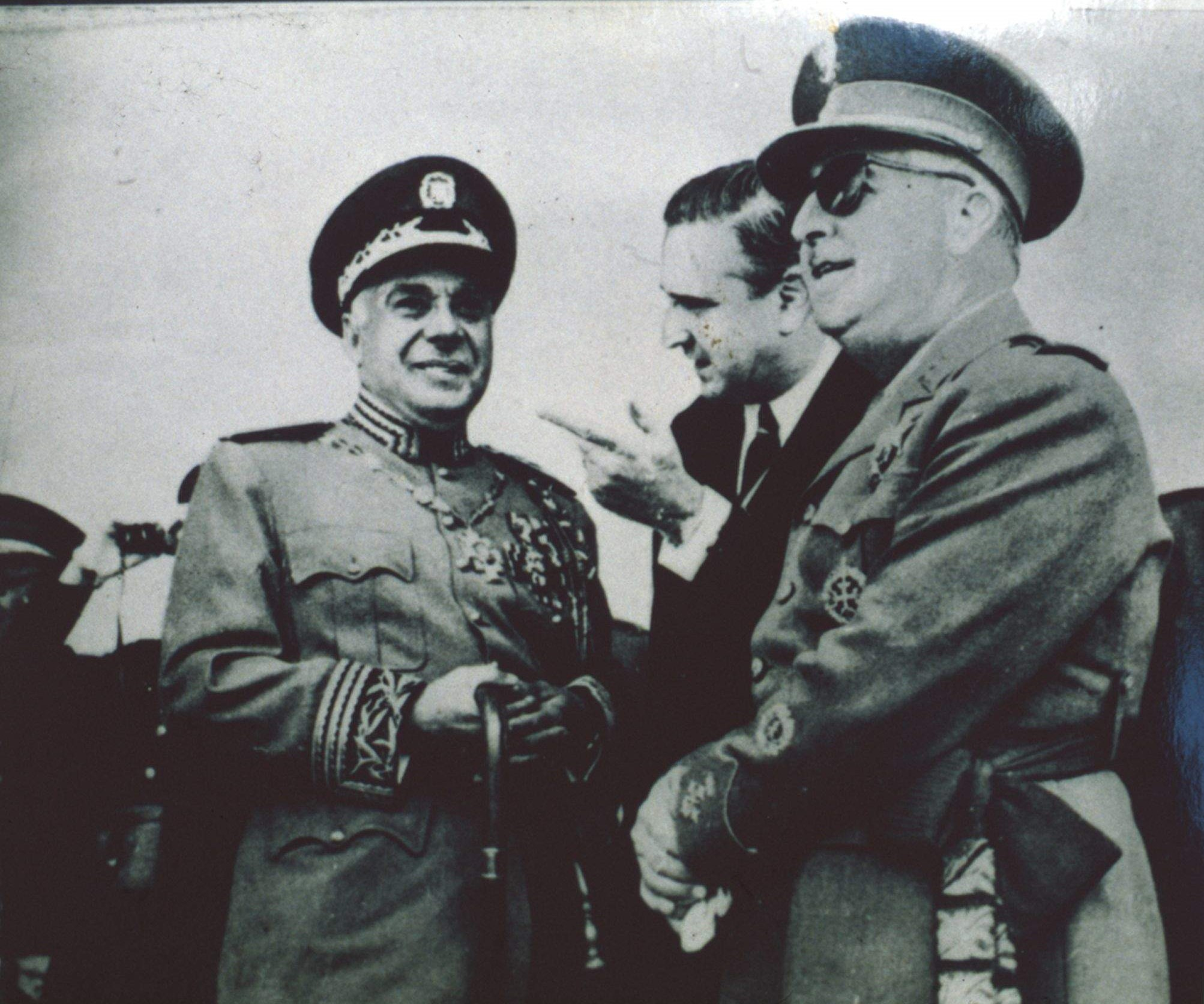
佛朗哥接見多明尼加總統拉斐爾·特魯希略

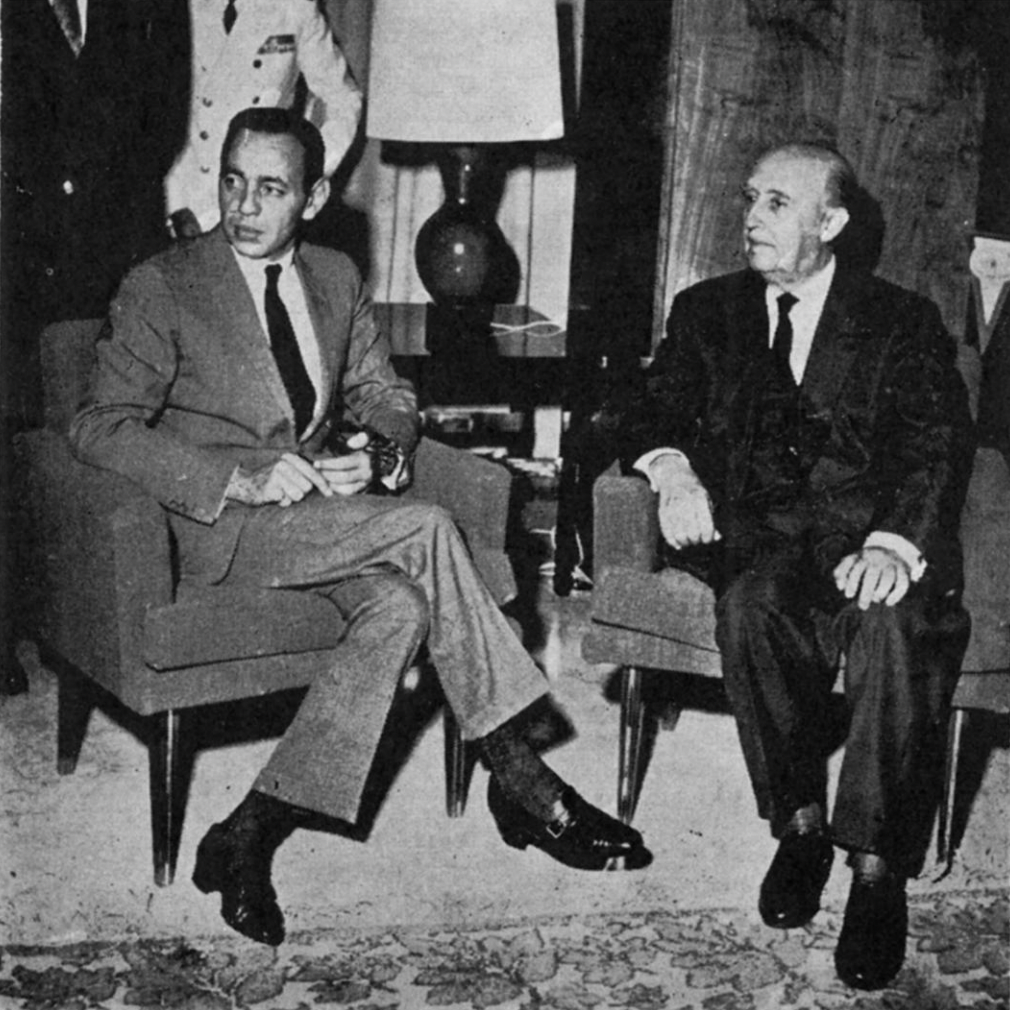
佛朗哥接見摩洛哥國王哈桑二世

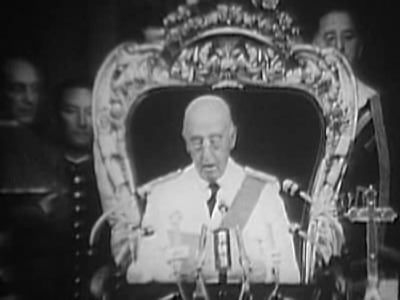
佛朗哥於西班牙國會發表演說

在政治方面，第二次世界大战结束后，佛朗哥因反共的立場獲得美國支持，但他在国内仍然推行专制独裁的统治。对西班牙长枪党以外的党派，尤其是共产黨及社會主義人士进行大肆搜捕、关押，甚至处死，佛朗哥政府的威权统治受到了国际社会的广泛不满。
经济方面，內戰後至二战后初期西班牙的经济採取自給自足形式，因此發展遲緩不前，50年代初西班牙的人均GDP为西欧其他国家的40%不到。在这种情况下佛朗哥政府受到來自美國以及国际货币基金组织的壓力，50年代中期後开始以經濟自由化振兴本国的经济。1959年後佛朗哥以大量的技術官僚取代意識型態政務官，實施了多項改革及發展措施，西班牙的经济大大得到了发展，它成了当时世界上经济增长速度第二快的国家，次于日本。至1974年，西班牙的人均GDP达到了西欧国家的80%，這段期間被稱之為西班牙奇蹟。
在文化上，佛朗哥在二战后，开始了文化大统一的政策，实行推行标准的西班牙语的政策，禁止國內其他方言。并且在他统治期间，西班牙的各种文化艺术的发展呈现出死气沉沉的局面，一直在他死后才得以缓解。

### 指定接班人

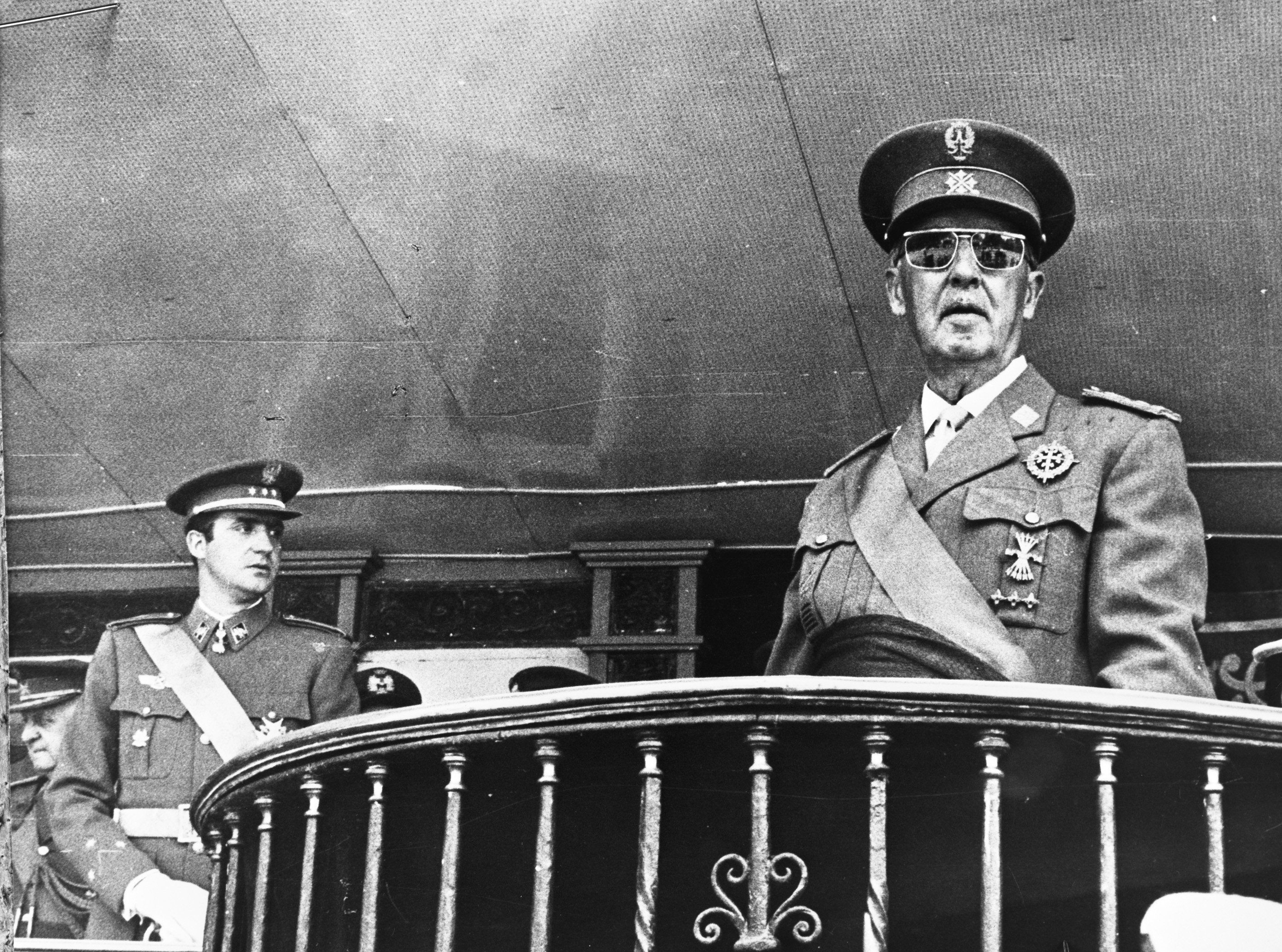
1969年，佛朗哥與指定接班人胡安·卡洛斯一世於閱兵式

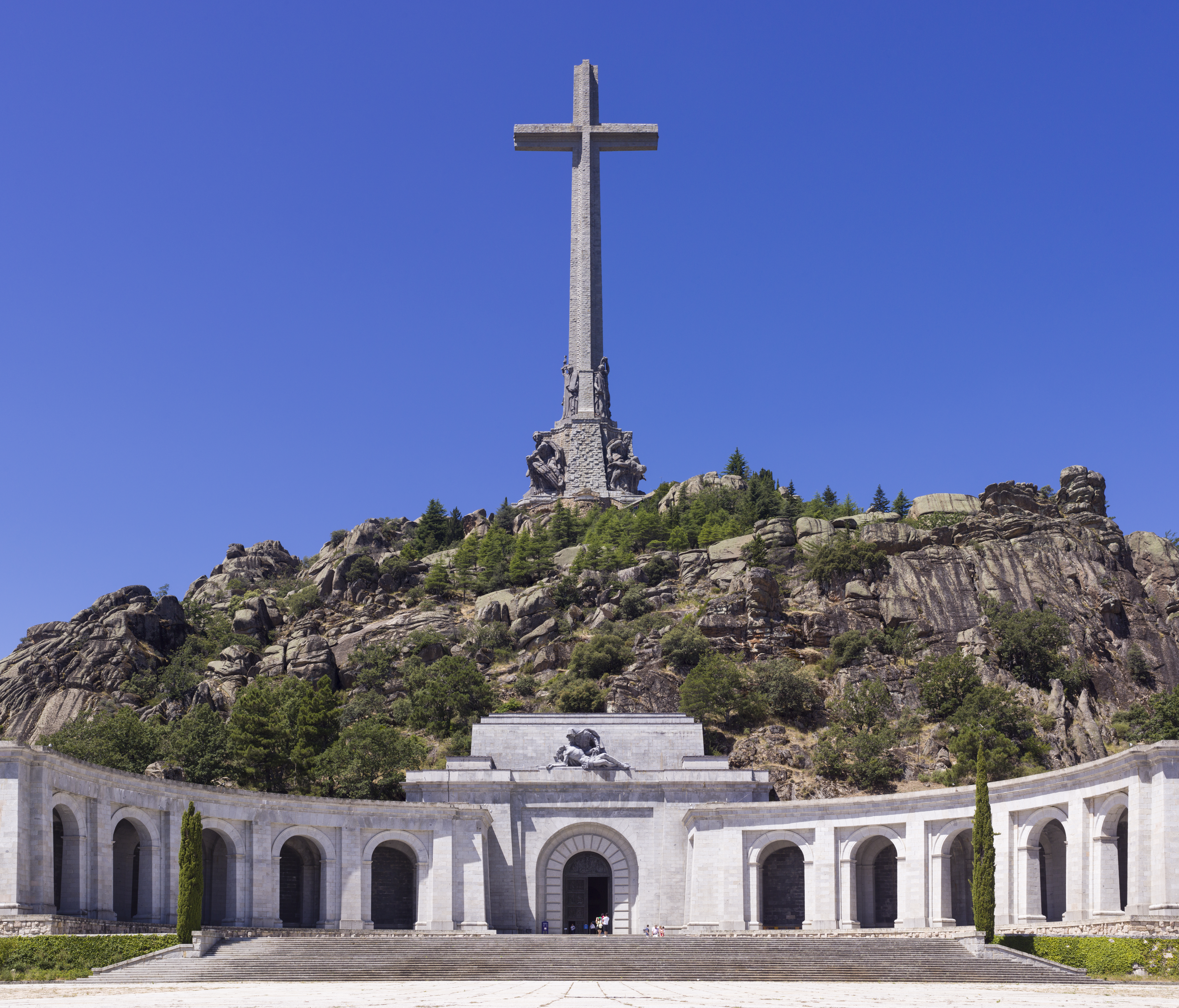
根据胡安·卡洛斯一世的决定，佛朗哥被埋葬在烈士谷（Valle de los Caídos）的纪念碑下

1969年，他指定原王室繼承人胡安親王的兒子胡安·卡洛斯一世為他的接班人。1973年，佛朗哥辞去首相职位。但仍是西班牙的国家元首及军队统帅。

### 逝世
佛朗哥晚年患上帕金森氏症，於1975年10月30日起陷入昏迷，约一个月后的11月20日，佛朗哥死于心脏衰竭，終年82岁。胡安·卡洛斯一世登上王位，实行君主立憲制及展開民主改革，長達四十年的独裁统治结束。

### 墓葬

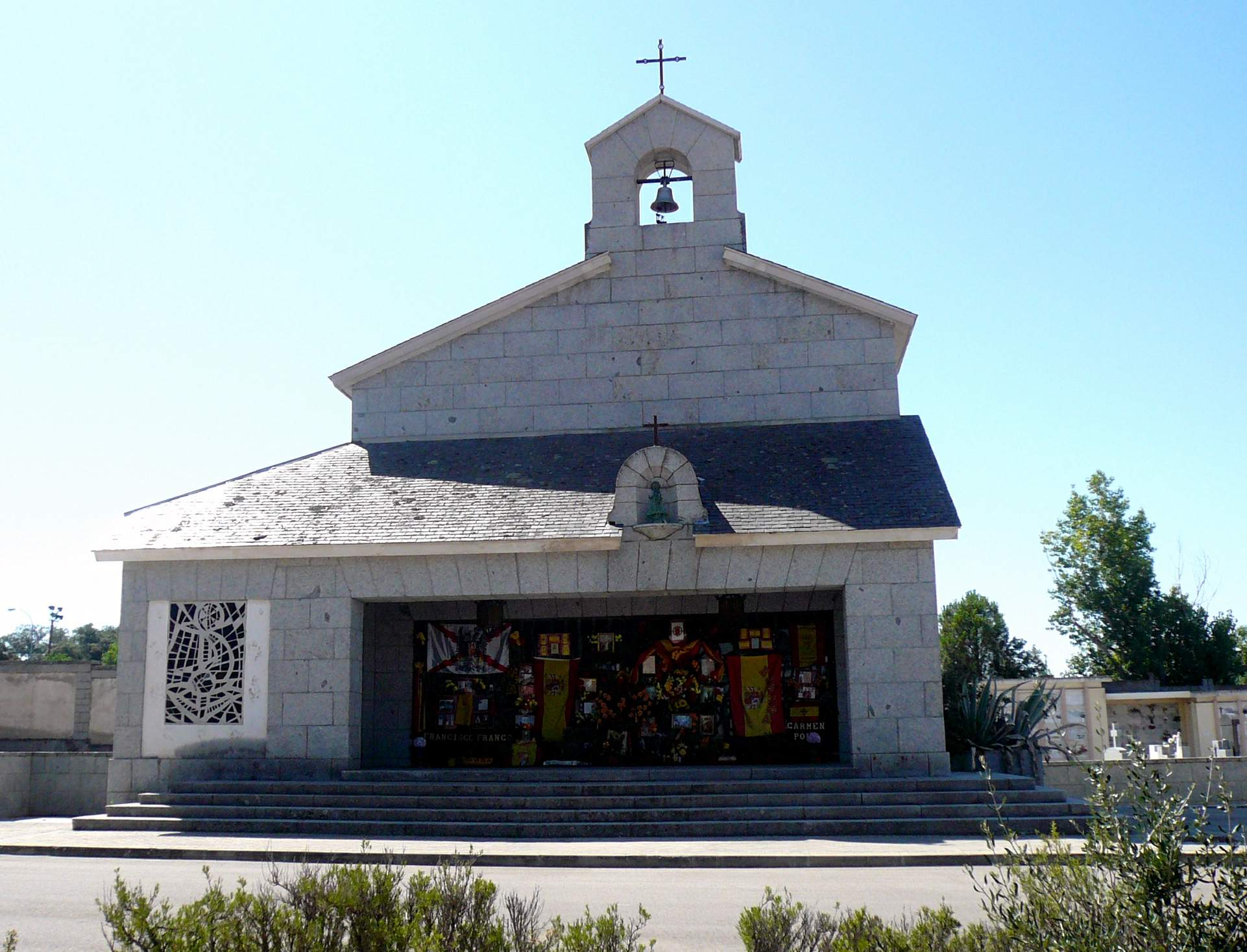
佛朗哥夫婦在帕爾多公墓的陵墓

佛朗哥去世後埋葬於烈士谷。由於右翼時常前往佛朗哥墓地朝聖，引發左翼不滿。西班牙工人社會黨執政後，要求將佛朗哥遷葬。2019年10月24日，佛朗哥灵柩遷往帕尔多公墓。

## 評價
佛朗哥获得的评价毁誉参半。
支持者认为他的主要功绩是：壓制西班牙左翼激进组織，恢復內戰後的经济，为经济的快速发展奠定了基础，维护了西班牙的民族传统和国家利益。
反对者认为他实行的独裁统治和他的親納粹立場，破坏民主政治，导致数萬名反对者死伤，严重侵犯人权。

## 外部連結
- 有关弗朗西斯科·佛朗哥在德国经济学中央图书馆（ZBW）20世纪新闻档案中的剪报。

| 前任： 曼努埃尔·阿扎尼亚 西班牙第二共和国总统 | 西班牙國家元首 1939年－1975年 | 繼任： 胡安·卡洛斯一世 王室复辟 |